# Zodarion musarum
Zodarion musarum là một loài nhện trong họ Zodariidae.
Loài này thuộc chi Zodarion. Zodarion musarum được Paolo Marcello Brignoli miêu tả năm 1984.